# 十二指肠小乳头
十二指肠小乳头是位于十二指肠大乳头上方1～2cm处的又一较小隆起，为副胰管进入十二指肠降段的开口。

## 结构
十二指肠小乳头位于十二指肠的第二部分。它位于十二指肠大乳头近端2厘米处，距幽门开口5-8厘米。胃十二指肠动脉位于它的后方。

### 变异
十二指肠小乳头可能包含或不包含有功能的括约肌和未闭导管。存在时括约肌被称为Helly括约肌，而导管则被称为圣托里尼岛的副胰管。在10%的人中，十二指肠小乳头是胰腺引流的主要导管，在其他人中可能根本不存在。

## 功能
导管是胚胎残余物，但在少数人中会引流胰腺。

### 发育
十二指肠小乳头代表副胰管开口的残余物，在胎儿发育过程中排出背侧胰芽。

## 临床意义
闭合时，十二指肠小乳头可能与复发性胰腺炎有关。这在一部分人中尤其常见，当背侧胰芽未能与腹侧胰芽融合时，这种情况称为胰腺分裂，或当闭合和结扎时。